# Chelsi Smith
Chely Mariam Pearl Smith (Redwood City, California; 23 de agosto de 1973 - Los Ángeles, California; 8 de septiembre de 2018), más conocida como Chelsi Smith, fue una modelo y actriz estadounidense, que se convirtió en la primera Miss USA en quince años —fue elegida Miss Universo el 12 de mayo de 1995—.

## Biografía

### Primeros años
Smith nació en Redwood City, California. A sus dos años de edad, sus padres, Craig Smith —hombre de mantenimiento afroamericano— y Trimble Denise —secretaria—, iban a divorciarse. Desde entonces su custodia quedó a cargo de sus abuelos Barney y Jeannette —padres de Craig—.
Smith y sus abuelos paternos se trasladaron a Kingwood, Texas, cuando ella tenía siete años, donde más tarde se divorciarían, así que Chelsi creció en un hogar dividido, mientras que asistió a la Deer Park High School en  Deer Park, Texas. Antes de su victoria en Miss USA estudió en el San Jacinto Junior College.

### Años como Reina

#### Miss Texas
Smith compitió en su primer concurso de belleza importante en 1994, cuando fue semifinalista en el Miss Texas 1994, como Miss Sureste de Texas. El año siguiente en Miss Texas 1995 compitió nuevamente como Miss Galveston ganando el título, así como el premio de Miss Simpatía. Smith se convirtió en la primera reina afrodescendiente  en la historia del certamen.

#### Miss USA
Smith pasó a competir en Miss USA, concurso que se celebró en South Padre Island, Texas, el 10 de febrero de 1995. Su compañera de habitación fue Britt Boyse de Miss Misuri USA. Durante la celebración de la final, Chelsi se convirtió en la clara favorita de los jueces, con la obtención en la competición preliminar de la puntuación media más alta, entrando en las semifinales en primer lugar, y convirtiéndose por cuarta vez consecutiva en la mujer de su estado en entrar a semifinales. Pasó con el traje de baño y la entrevista. con las puntuaciones más altas entre los semifinalistas, y así avanza a las seis mejores en el primer lugar. Como líder indiscutible, Se convirtió en semifinalista y alcanzó a los primeros seis en primer lugar. Las siguientes dos rondas de competencia: las preguntas de los seis jueces principales —Top 6— y la pregunta final de las tres mejores. Cuando se le preguntó a ella —como asesor—, cómo cambiaría la imagen de la primera dama si se le pidiese para una consulta, Smith respondió:

Le diría que no cambie su imagen, en realidad. Creo firmemente en quién soy, y he visto a 50 mujeres esta noche que creen firmemente en quiénes son, y realmente creo que ella no habría llegado tan lejos si no hubiera sido ella misma, así que realmente creo que debería mantenerse exactamente de la manera que ella es.
Chelsi Smith

Su respuesta impresionó a los jueces, dándole una vez más las calificaciones más altas, la corona, los premios y el prestigioso título. Se convirtió en la séptima mujer de su estado en obtener el título Miss USA y también ganó el premio Miss Congeniality como lo hizo en su desfile estatal, convirtiéndose en la única ganadora de Miss USA y Miss Texas USA en la historia en ganar este premio.
Después de su coronación, Smith fue concursante famosa en el programa televisivo de juegos Wheel of Fortune y presentadora de los Premios People's Choice.

#### Miss Universo
Después de convertirse en Miss USA, Smith viajó a Windhoek, Namibia, para competir en el Miss Universo, celebrado en el Windhoek Country Club el 12 de mayo de 1995. Volvió a tener la mejor puntuación en la competencia preliminar, colocándola en las diez primeras. Durante la competición final, tuvo la puntuación más alta en traje de baño, el tercer puesto en la entrevista y el séptimo en traje de noche, permaneciendo en el más alto lugar de la competencia en general.
Una vez más, Smith quedó entre las últimas tres concursantes y pasó a ganar el título, convirtiéndose en la sexta Miss USA y la segunda de raza negra en ganar Miss Universo.

### Vida personal
Smith se casó con su entrenador de fitness, Kelly Blair, después de su reinado como Miss Universo y se mudó a Los Ángeles. Luego se divorciaron. Smith murió a la edad de 45 años, el 8 de septiembre de 2018, a consecuencia de un cáncer hepático.